# Yao Wenyuan
Yao Wenyuan, född 12 januari 1931 i Zhuji, Zhejiang, död 23 december 2005 i Shanghai, var en kinesisk kommunistisk politiker, som var särskilt känd som medlem av "De fyras gäng".
Han började sin karriär i Shanghai som litteraturkritiker, och blev känd för sin skarpa kritik av sina kolleger, särskilt efter att han i juni 1957 gjort ett utspel mot tidningen Wenhuibao. Från den tiden började han knyta sig till Shanghais mest vänsterorienterade politiker, bland annat ledaren till chefen för stadens propagandaavdelning, Zhang Chunqiao. Hans artikel "Om den nya historiska pekingoperan 'Hai Rui avskedas'"  publicerades i Wenhuibao den 10 november 1965 och blev startskottet för Kulturrevolutionen.
Artikeln kritiserade en populär opera som skrivits av Wu Han, som var vice borgmästare i Peking. Zhang Chunqiao och Jiang Qing, som tillsammans med Mao Zedong hade uppmanat Yao att skriva artikeln, ville göra gällande att Wu Hans opera var kontrarevolutionär då den kunde läsas som en kritik av Maos avskedande av Peng Dehuai 1959.
Partiledningen i Peking blev helt överraskad av angreppet och försökte undertrycka publiceringen av artikeln i pressen, men detta gav Mao och hans grupp en förevändning att inleda ett fullskalig attack på partiledningen. Tillsammans med Jiang Qing, Chen Boda, Kang Sheng och Zhang Chunqiao blev Yao medlem i Kulturrevolutionsgruppen, som fick centralkommitténs uppdrag att leda kulturrevolutionen.
1969 blev Yao medlem i politbyrån, där han koncentrerade sig på propagandaarbete. Efter Chen Bodas störtande från partiledningen 1971 och Kang Shengs död kvarstod bara tre medlemmar av Kulturrevolutionsgruppen, vilka tillsammans med Wang Hongwen blev kända som de Fyras gäng under 1970-talet.
I oktober 1976 arresterades Yao tillsammans med de övriga medlemmarna i "gänget" och 1981 dömdes han till 20 års fängelse.